# Profibus

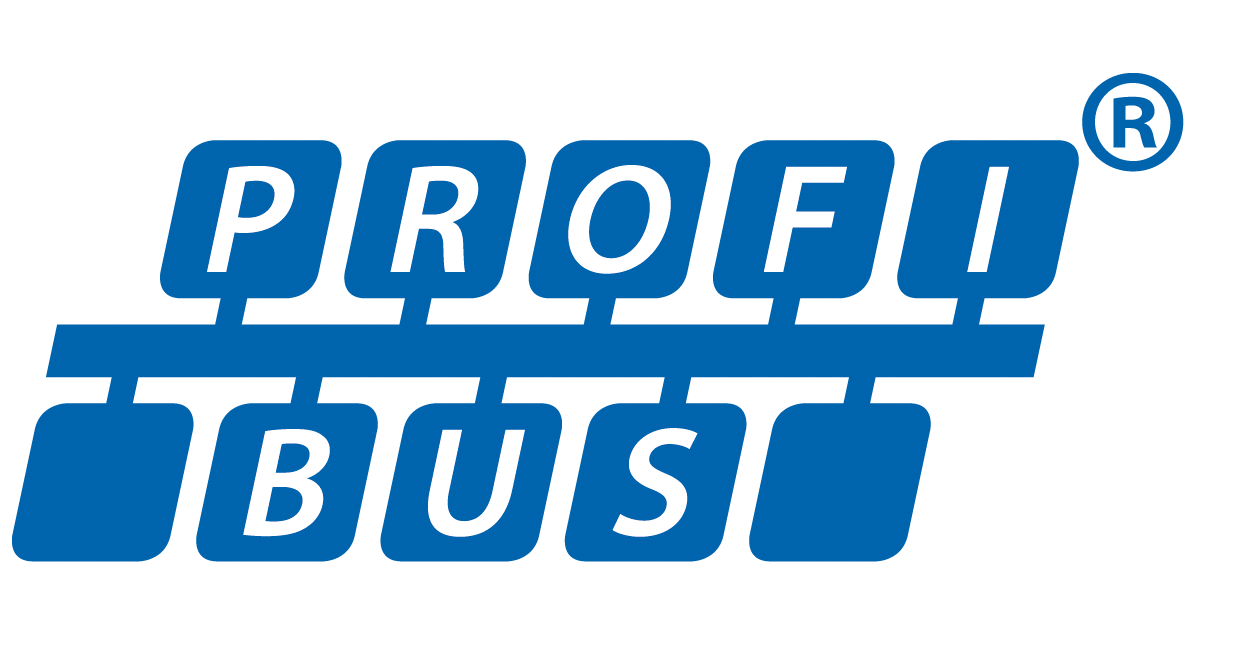
Profibus logo

A Profibus (Process Field Bus) egy univerzális ipari kommunikációs rendszer, melyet nagy előszeretettel alkalmaznak ott, ahol nagyobb rendszerek jelcseréje zajlik.
A Profibus gyártófüggetlen, nyílt terepbuszszabvány széleskörű alkalmazási területtel. A szervezet neve az utóbbi időben PI-re váltott, mert a Profibus utódjának fejlesztett Profinet is a szervezethez tartozik.
A Profibus lehetővé teszi különböző gyártók eszközeinek speciális interfész nélküli kommunikációját. A Profibus felhasználható nagy sebességű, időkritikus adatátvitelre és nagy, bonyolult kommunikációs feladatok megoldására egyaránt. Az utóbbi években a Profibust egyre inkább a Profinet váltja le.

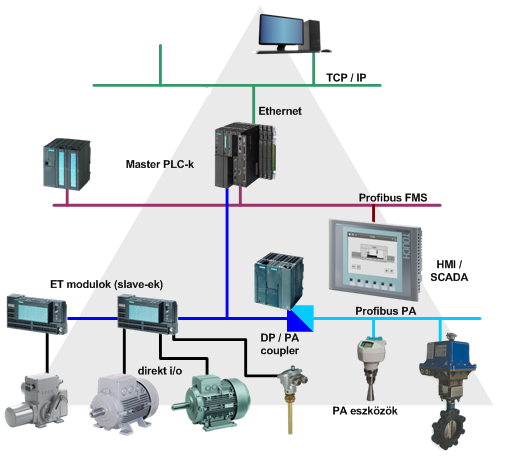
Profibusz típusok: Legalul, a terepi szinten a Profibus DP és egy átalakító modulon keresztül a Profibus PA érhető el a PLC felől. A Profibus FMS a master PLC-ket köti össze a középső szinten a megjelenítőkkel (HMI-kkal). A legfelső szintre (ERP/SCADA) az adatokat vagy a PLC-k, vagy a SCADA-k szolgáltatják. Jellemzően a szűk keresztmetszetet az FMS szokta képezni, melynek sebessége, ha a vonal rendesen ki van építve, maximum 12 Mb/s. A modernebb megoldásokban ezért az FMS-t nagyon gyakran a lényegesen gyorsabb és megbízhatóbb Profinettel váltották ki.

### Története
1989-ben fejlesztette ki a BMBF (Bundesministerium für Bildung und Forschung – Képzési és Fejlesztési Minisztérium) 21 vállalat bevonásával a német DIN 19245 szabványnak megfelelően. Ezt a későbbiekben a nemzetközi EN 50170-es normának feleltették meg. Legutóbb a Profibus standardot az IEC 61158-nak (nemzetközi terepi busz standard) feleltették meg.

### Változatai

#### Profibus DP
A DP a „Dezentrale Peripherie” rövidítése, ez elosztott I/O-nak fordítható. Ez a busz többnyire a szenzorok és aktorok beolvasását és vezérlését látja el. A busz fejlett diagnosztikai megoldásokat is integrál, alapvetően az I/O szigetek (más néven DP-k) és a PLC-k közötti kommunikációra szokás alkalmazni.
Az elosztott eszközökkel való kommunikáció legnagyobb része ciklikusan történik. Ebben a kommunikációban az EN 50170 szabvánnyal összhangban levő Profibus DP funkciók használhatók fel. Ezen ciklikus funkciók végrehajtása mellett az intelligens terepi eszközök konfigurálására, diagnosztizálására és hibakezelésére aciklikus kommunikációs funkciók használata is szükséges, magyarul normál működés mellett a PLC ciklusa szerint meghatározott időközönként történik az adatok olvasása/írása, de konfigurálás/diagnosztika esetén a kommunikáció ütemezése eltér ettől.
A Profibus DP mono-master és multi-master rendszereket tesz lehetővé. A Simatic csak a mono-master módot támogatja, azaz egy DP hálózaton csak egy master lehetséges.
A Profibus DP maximális átviteli sebessége 12 Mbit/s.
Egy buszra maximum 126 eszköz csatlakoztatható. Egy rendszer konfigurációja leírható az állomások számának, az állomások és az I/O címek egymáshoz rendelésének, az adatformátumnak, a diagnosztikai üzenetek formátumának és a használt busz paramétereinek megadásával.
Speciális változata az ún. PROFIdrive, ami hajtásrendszerekkel való kommunikációra alkalmazható. Ez talán a legszélesebb körben alkalmazott Profibus-változat.

##### A Profibus DP rendszerek eszköztípusai
- 1. osztályú DP master (DPM1): Az 1. osztályú DP master egy központi vezérlő, mely egy meghatározott üzenetciklus során információt cserél az elosztott állomásokkal (DP slave-ek). Ebbe az osztályba tartoznak a programozható vezérlők (PLC-k), a PC-k és a VME rendszerek.
- 2. osztályú DP master (DPM2): A 2. osztályú DP masterek programozók, konfigurációs eszközök vagy vezérlő panelek. A DP rendszer konfigurálására, vezérlési és ellenőrzési célokra használhatók fel.
- DP slave: A DP slave egy periféria (I/O eszköz, meghajtó, HMI, szelep, stb.) mely begyűjti az input információt és a vezérlő felé továbbítja, onnan pedig az outputot viszi át a DP felé. Vannak csak input vagy csak output eszközök is. Az input és output információ mennyisége az eszköz típusától függ. Egyidejűleg maximum 246 byte információ megengedett mind az input, mind az output vonatkozásában.

#### Profibus PA
A Profibus PA (Process Automation) folyamatszabályozási célokra használható. Lehetővé teszi érzékelők és beavatkozók közös buszra csatlakozását nagy megbízhatóságot igénylő környezetben is. Az IEC 1158-2 nemzetközi szabvány szerinti 2 vezetékes technológiával egyszerre szolgál kommunikációra és a tápfeszültség továbbítására.
A Profibus PA a folyamatautomatizálásban használatos. A PA az automatizálási rendszereket kapcsolja össze a folyamatvezérlő rendszerekkel és a terepi eszközökkel. Az analóg 4-20 mA-es technológiát váltja fel. A Profibus PA használata a tervezési, kábelezési, szerelési és karbantartási költségek 40%-os csökkenését eredményezi, miközben az elérhető funkciók száma és a megbízhatóság nő.
További előnyei:
- Egyedi folyamat automatizálási alkalmazási profilok és a különböző gyártók eszközeinek kicserélhetősége
- Eszközök hozzáadása és eltávolítása a többi állomás zavarása nélkül
- Transzparens kommunikáció a Profibus PA és a Profibus DP busz szegmensek között szegmenscsatolók alkalmazásával
- Az IEC 1158-2 technológián alapuló távoli tápfeszültség-ellátás és adatátvitel ugyanazon a két vezetéken
- Kétféle hibatűrési típus „teljesen megbízható” vagy „nem teljesen megbízható”

#### Profibus FMS
A Fieldbus Message Specification a magasabb szintű komplex gépek és vezérlők közötti kommunikációra lett kifejlesztve, de nem igazán terjedt el. Helyette ezen a szinten is gyakran a DP-t szokás használni, vagy a Profinetet. Éppen ezért az FMS már nem része a nemzetközi terepibusz-szabványnak.
Az FMS szolgáltatások a terepbusz alkalmazásokra optimalizált MMS szolgáltatások (MMS = Manufacturing Message Specification, ISO 9506) részét képezik, melyeket a kommunikációs objektumok adminisztrációját szolgáló és hálózatmenedzsment funkciókkal egészítettek ki.

##### FMS szolgáltatások
- Context Management: A logikai kapcsolatok létrehozására és bontására valamint nem megengedett szolgáltatások elutasítására szolgálnak.
- Variable Access: Egyszerű változók, rekordok, tömbök és változó listák érhetők el.
- Domain Management: Nagy memóriaterületeket továbbítanak. A továbbítandó adatokat a felhasználó szegmentálja.
- Event Management: Alarm üzenetek és események továbbítására szolgálnak. Ezek az üzenetek broadcast vagy multicast továbbítással is átvihetők.
- Program Invocation Management: A szolgáltatások programvezérlésre használhatók.
- VFD Support: Azonosításra és státusz lekérdezésre szolgálnak. Az eszköz kérésére is továbbíthatók multicast vagy broadcast üzenetként.
- OD Management: Ezekkel a szolgáltatásokkal olvasható vagy írható az objektumkönyvtár.

### Technológia
A Profibus OSI modell szerinti besorolása:
Profibus-Protokoll (Az OSI-Modell szerint)
| OSI-szint | OSI-szint            | Angol megnevezés | Profibus | Profibus | Profibus | Profibus | Profibus |            |
| --------- | -------------------- | ---------------- | -------- | -------- | -------- | -------- | -------- | ---------- |
| 7         | Alkalmazási réteg    | Application      |          | DP-V0    | DP-V1    | DP-V2    |          | Management |
| 6         | Megjelenítési réteg  | Presentation     | --       | --       | --       | --       | --       | Management |
| 5         | Viszony réteg        | Session          | --       | --       | --       | --       | --       | Management |
| 4         | Szállítási réteg     | Transport        | --       | --       | --       | --       | --       | Management |
| 3         | Hálózati réteg       | Network          | --       | --       | --       | --       | --       | Management |
| 2         | Adatkapcsolati réteg | Data Link        | FDL      | FDL      | FDL      | FDL      | FDL      | Management |
| 1         | Fizikai réteg        | Physical         | RS–485   | RS–485   | Optikai  | MBP      | MBP      | Management |

#### FDL
A Profibus adatkapcsolati rétege az FDL (Fieldbus Data Link).

##### FDL/MAC
Az FDL rétegnek a fő funkciója a hozzáférés vezérlés (MAC – Medium Access Control). Ennek feladata kétrétű:
Amennyiben a hálózaton több master is található, úgy token vezérlést alkalmaz. A token egy speciális távirat, mely mindig kijelöl egy mastert küldésre. Amíg a token a masternél van, úgy az lefolytathatja a számára szükséges kommunikációt – persze záros időn belül –, majd a tokent tovább kell adnia a következő masternek.
Ha a masterhez egy vagy több hozzárendelt slave tartozik, akkor amíg a tokennel rendelkezik, le kell kérdeznie a slave-et vagy slave-eket, és ki kell adnia rájuk a parancsokat. A slave-ek a master megszólítása nélkül nem kommunikálhatnak. Amennyiben a hálózaton csak egy master van (pl. Profibus DP esetén), úgy az folyamatosan rendelkezik a token fölött, és folyamatosan kommunikálhat a hozzárendelt slave-ekkel.
A MAC-nek kell megállapítania első indításkor a tokenek sorrendjét, majd futás alatt figyelemmel kísérnie,
- ha kiesik egy master a hálózatról, akkor meg kell vonni a tokenjogosultságát
- ha újonnan belép (vagy visszalép) egy master a hálózatra, akkor be kell vonnia a tokenhívásba.

##### FDL-Adatbiztosítás
Az FDL a pont-pont kapcsolatok mellett a broadcast és multicast üzeneteket is támogatja:
- multicast: az aktív állomás egy (nyugtázatlan) üzenetet küld a többi állomás egy csoportjának (lehetnek ezek masterek és slave-ek is)
- broadcast: az aktív állomás egy (nyugtázatlan) üzenetet küld az összes többi állomásnak (lehetnek ezek masterek és slave-ek is).

##### Az FDL réteg szolgáltatásai
| Szolgáltatás | Funkció | Leírás                                                                             | DP | PA | FMS |
| ------------ | ------- | ---------------------------------------------------------------------------------- | -- | -- | --- |
| SDA          |         | Adatküldés nyugtázással (Send Data with Acknowledge)                               | -  | -  | X   |
| SRD          |         | Adatküldés és fogadás válasszal (Send and Receive Data with Reply)                 | X  | X  | -   |
| SDN          |         | Adatküldés nyugtázás nélkül (Send Data with No Acknowledge)                        | X  | X  | X   |
| CSRD         |         | Ciklikus adatküldés és fogadás válasszal (Cyclic Send and Receive Data with Reply) | -  | -  | X   |

#### Profibusz telegram formátum
| SD1 | DA | SA | FC | FCS | ED |

| SD2 | LE | LEr | SD2 | DA | SA | FC | PDU | FCS | ED |

| SD3 | DA | SA | FC | PDU | FCS | ED |

| SD4 | DA | SA |

| SC |

##### Telegrammok elemei
A fenti táblázatból
| Mező kódja | Angol megnevezés     | Hossza | Lehetséges értékei                       | Leírása                                                  |
| ---------- | -------------------- | ------ | ---------------------------------------- | -------------------------------------------------------- |
| SD1 .. SD4 | start delimiter      | 1 bájt | -                                        | start-byte, egyben a telegram-típus azonosítója          |
| LE         | length               | 1 bájt | 4..249                                   | hossz byte; a DA, SA, FC és adatmező hossza bájtban      |
| LEr        | lenght repeat        | 1 bájt | 4..249                                   | hossz byte még egyszer, a biztonság kedvéért             |
| DA         | destination address  | 1 bájt | -                                        | célállomás címe                                          |
| SA         | source address       | 1 bájt | 0..127 + „1” a legmagasabb helyi értéken | küldő állomás címe                                       |
| FC         | function code        | 1 bájt | -                                        | telegram-típus azonosítása: küldés, kérés, nyugtázás, .. |
| FCS        | frame check sequence | 1 bájt | -                                        | ellenőrző bájt                                           |
| ED         | end delimiter        | 1 bájt | 16H                                      | záró bájt                                                |
| SC         | special character    | -      | E5H                                      | egyedi karakter                                          |
| PDU        | Protocol Data Unit   | -      | -                                        | adatblokk                                                |

#### Profibus alkalmazási réteg elemei
A profibus fejlődésével, funkcióinak bővülésével a leírásának is lépést kellett tartania, ezt a verziók felállításával tették lehetővé. Az „alap” Profibus meglehetősen „fapados” volt még – bár tegyük rögtön hozzá, hogy az ez által definiált funkciók teszik ki máig a DP funkcionalitás 99%-át – ezt 1993-ban definiálták (DP-V0). A DP-V1 1997-ben, a DP-V2 2002-ben bővítette tovább a Profibus DP tevékenységi palettáját.

##### DP-V0
A DP-V0 (decentralized periphery – version 0) alapfunkciói:
- ciklikus adatcsere
- állomás- , modul- és csatornaspecifikus diagnózis
- GSD

##### DP-V1
A DP-V1 (decentralized periphery – version 1) alapfunkciói az alábbi elemekkel egészülnek ki:
- minden, nem ciklikus adatforgalmazás az intelligens terepi berendezések irányába. Ez magába foglalja a hibakezelést, kezelést és felügyeletet, párhuzamosan a ciklikus forgalmazással.
- Lehetővé teszi a busz résztvevőre az on-line kapcsolatot a mérnöki állomásról.
- Tartalmazza a DP-V1 specifikus riasztásokat: státusz-, update- és gyártóspecifikus riasztások.
- EDD és FDT integráció
- Fail safe

##### DP-V2
A DP-V2 (decentralized periphery – version 2) alapfunkciói az alábbi elemekkel egészülnek ki:
- "isochroner slave" üzem
- slave keresztreferencia (Data Exchange Broadcast: DXB)
- slave – slave adatcsere
- publisher / subscriber
- időszinkronizáció és időbélyeg
- redundancia
- DP HART
- alapvetően az DP-V2 által a hajtások tengelyvezérlése és követése gyorsítható

### Profibus konfiguráció

#### GSD File
A Profibus eszközök az elérhető funkciók (az I/O jelek és a diagnosztikai üzenetek száma) és a busz paraméterek (baud rate és időzítések) tekintetében különböznek. Ezek a paraméterek eszközönként és gyártónként változnak.
Dokumentációjuk megtalálható az eszköz kézikönyvében. A Profibus egyszerű plug and play konfigurálásának támogatására ezek a jellemzők elektronikus adatlap formájában is meg vannak adva, ezt gyakran device data base vagy GSD (General Station Description) fájlnak nevezik.
A GSD adatok szabványosítása a nyílt kommunikációt egészen a vezérlési szintig terjeszti ki. A GSD fájlokon alapuló konfigurációs eszközök használata a különböző gyártók eszközeinek egy rendszerbe való integrálását egyszerűvé és felhasználóbaráttá teszi.

#### EDD
Az EDD (Electronic Device Description) funkció lehetővé teszi a berendezések on-line paraméterezését, DP-V1 réteg alatt. Az EDD egy platformfüggetlen berendezés és funkció leírás.

### Profibus RS 485

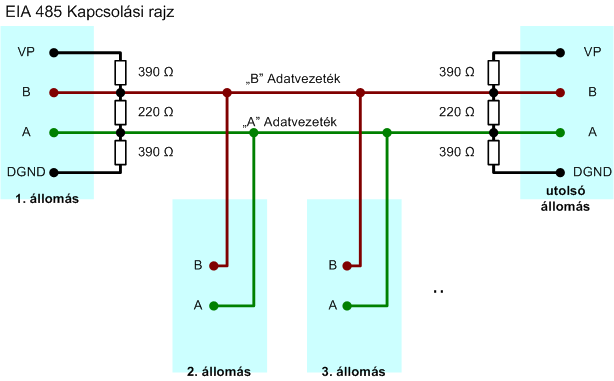
Profibus RS 485 tipikus többállomásos hálózati kiépítés véglezárókkal
A fenti ellenállás értékek „A” típusú vezetékre értendők – ebben az esetben a baudrate > 500 kBaud. „B” típusú vezeték esetén az ellenállások így módosulnak: 390 → 330 Ω, 220 → 120 Ω. A baudrate ebben az esetben 500 kBaud alá csökken.

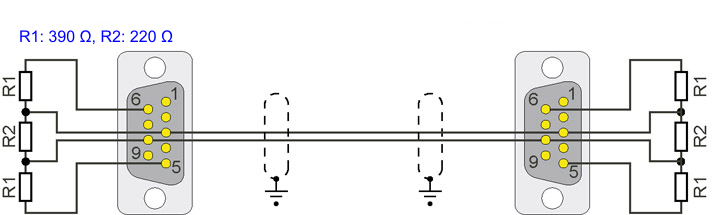
Profibus RS–485 tipikus két állomásos hálózati kiépítés véglezárókkal

Az RS–485 – Profibus technikai jellemzői:
- Hálózati topológia: Lineáris busz, mindkét végén aktív lezárással, lezárás nélkül csak ⇐ 1.5 Mbit/sec átvitel valósítható meg
- Átviteli közeg: Árnyékolt sodrott érpár. Az árnyékolás a környezeti feltételektől (EMC) függően elhagyható
- Állomások száma: 32 állomás szegmensenként repeaterek nélkül, max. 127 állomás repeaterek-kel
- Csatlakozók: Jellemzően 9 tűs D csatlakozó

Minden eszköz a buszhoz lánc topológiával csatlakozik. Egy szegmensre maximum 32 állomás (master vagy slave) csatlakoztatható. A szegmensek mindkét végét aktív buszvégződéssel kell lezárni.
A hibamentes működés biztosításához gondoskodni kell a buszvégződések tápfeszültség-ellátásáról. Sok gyártó kínálja eszközeit és csatlakozóit bekapcsolható buszvégződéssel. Ha az állomások száma meghaladja a 32-t, repeater-eket (vonali erősítők) kell használni a busz szegmensek összekötésére.
A legnagyobb kábelhossz az átviteli sebességtől függ. A megadott kábelhosszak repeater-ek használatával növelhetők, de 3-nál több repeater soros alkalmazása nem javasolt.
Az állomások csatlakoztatásakor meg kell győződni arról, hogy az adatvonalak nem cserélődtek-e fel. Az árnyékolt adatvonalak használata nagy elektromágneses terekben (pl. autógyárak) létfontosságú a rendszer védettsége szempontjából. Az árnyékolás az elektromágneses kompatibilitás (EMC) növelésére szolgál. Az árnyékoló fonatot vagy fóliát a vezeték mindkét végén földelni kell. Ajánlott továbbá az adatvonalak elkülönítése a nagyfeszültségű kábelektől.
A lezárás nélküli vonalak használatát 500 kbit/sec átviteli sebesség fölött kerülni kell. A jelenleg kapható csatlakozók lehetővé teszik, hogy a bejövő és kimenő adatvonalak közvetlenül a csatlakozóhoz kapcsolódjanak. Ez azt jelenti, hogy nincs szükség lezárás nélküli vonalakra, hiszen a csatlakozó a többi állomás zavarása nélkül bármikor hozzákapcsolható a buszhoz illetve levehető róla.
A Profibus vezetékezéséhez lehetőség szerint "A" minősítésű vezetéket kell alkalmazni.
Az RS485 'A' típusú vezeték technikai adatai:
- Impedancia: 135 – 165 Ohm
- Kapacitás: < 30 pf/m
- Hurokellenállás: 110 Ohm/km
- Vezetékméret: 0.64mm
- Vezető terület: > 0.34mm²

Az RS485 ’A’ típusú vezeték jellemző kbps adatok a hossz függvényében:
| Baudráta (kbit/sec) | 9,6     | 19,2    | 93.75   | 187.5   | 500   | 1500  | 12.000 |
| ------------------- | ------- | ------- | ------- | ------- | ----- | ----- | ------ |
| Max. távolság       | 1.200 m | 1.200 m | 1.200 m | 1.000 m | 400 m | 200 m | 100 m  |

#### Profibus RS 485 rézvezetékes átvitel konfigurálása
Az RS 485 átvitel a Profibus rendszerekben leggyakrabban alkalmazott átviteli technológia. Gyakran hivatkoznak rá H2 néven is. Alkalmazási területe magában foglalja a nagy átviteli sebességet és egyszerű, olcsó installációt igénylő területeket. Egy vezetőpáras, árnyékolt, sodrott érpárt használ fel.
Az RS 485 átviteli technológia nagyon egyszerűen kezelhető. A sodrott érpár bekötése nem igényel szaktudást. A busz struktúrája lehetővé teszi állomások hozzáadását és eltávolítását, a rendszer lépésről lépésre történő felállítását a többi állomás zavarása nélkül. A későbbi bővítéseknek nincs hatása a már működő állomásokra.
Az átviteli sebesség 9.6 kbit/sec és 12 Mbit/sec között választható meg. A rendszer összeállításakor egy átviteli sebességet kell meghatározni az összes berendezés számára. A sebesség meghatározásához figyelembe kell venni a vezeték típusát.

#### Profibus RS 485 száloptikás átvitel

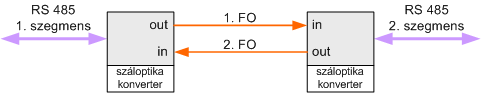
Profibus RS485 száloptika ECHO nélkül

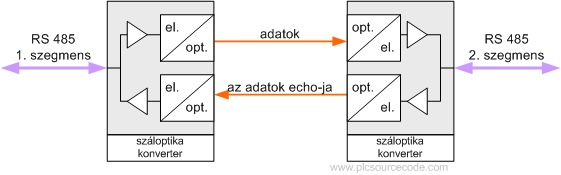
Profibus RS485 száloptika ECHO-val

A Profibus száloptikai rendszere az IEC 61158-2-vel került megfeleltetésre, és leggyakrabban az ST-rendszerű (BFOC/2.5) csatlakozókkal kerül telepítésre. A norma nem rendelkezik a csatlakozó-rendszerről, így néhány gyártó más rendszerű csatlakozót kínálhat, anélkül, hogy eltérne a normától.
A Profibus a kétvezetékes üvegszál átvitelt preferálja, így mind a két vezeték simplex adatátvitelt alkalmaz. Ebben a felállásában a száloptika egyfajta repeater-ként funkciónál a két RS485-ös szegmens között, nagyobb távolságokat áthidalva ezzel.

##### ECHO
A normál adatátvitel mellett az optikai szál nagy sebessége egy ECHO-nak nevezett felügyeleti módszert is lehetővé tesz. Az elküldött adatsort a fogadó állomás visszaküldi (visszhangozza), és a küldő állomás ezt az ECHO-t összehasonlítja az elküldött adatsorral és hiba esetén jelzi azt. Ez az eljárás előírés a redundáns hálózatok esetén.

## Fordítás
- Ez a szócikk részben vagy egészben a Profibus című német Wikipédia-szócikk ezen változatának fordításán alapul.  Az eredeti cikk szerkesztőit annak laptörténete sorolja fel. Ez a jelzés csupán a megfogalmazás eredetét és a szerzői jogokat jelzi, nem szolgál a cikkben szereplő információk forrásmegjelöléseként.

### Weblapok és cikkek
- Vámos Sándor: Profibus (magyar nyelven). ob121.com, 2018. november 14.
- PROFIBUS & PROFINET International (angol nyelven)
- Max Felser: PROFIBUS Manual by Max Felser (angol és német nyelven), 2017. augusztus 25.
- PROFIBUS_Systembeschreibung_ENG_web.pdf (angol és német nyelven), 2016. október 28.